# Шалабр
Шалабр (фр. Chalabre) насеље је и општина у јужној Француској у региону Лангдок-Русијон, у департману Од која припада префектури Лиму.
По подацима из 2011. године у општини је живело 1123 становника, а густина насељености је износила 72,5 становника/km². Општина се простире на површини од 15,49 km². Налази се на средњој надморској висини од 377 метара (максималној 646 m, а минималној 357 m).

## Демографија
| 1962. | 1968. | 1975. | 1982. | 1990. | 1999. | 2011. |
| ----- | ----- | ----- | ----- | ----- | ----- | ----- |
| 1.771 | 1.838 | 1.583 | 1.441 | 1.262 | 1.172 | 1.123 |

График промене броја становника у току последњих година